# إسبلكنون ضئيل
إسبلكنون ضئيل (الاسم العلمي:Splachnum gracile) هو نوع من النباتات يتبع جنس الإسبلكنون من الفصيلة الإسبلكنونية.